# دي لوكاس
ديان جان لوكاس (بالإنجليزية: Diane Jean Lucas)‏ هي مهندسة مناظر طبيعية نيوزيلندية ومخططة بيئية اشتهرت بأعمالها في مجال الحفاظ على البيئة ولا سيما في كرايستشيرش وشبه جزيرة بانكس وسهل كانتربري والجزيرة الجنوبية. إنها مناصرة قوية لحماية النظم البيئية الطبيعية والأصلية والإدارة الريفية المستدامة.

## السيرة الذاتية
نشأت لوكاس في محطة بين دييغو في بلد أوتاغو العالي وتعلمت الحفظ في وقت مبكر من والديها والمناظر الطبيعية الوعرة. في عام 1971، نالت بكالوريوس العلوم في علم النبات في جامعة أوتاغو ثمّ أتمّت دبلوم الدراسات العليا في هندسة المناظر الطبيعية في كلية لينكولن. 
عملت في البداية في وزارة الأشغال والتنمية لكنها استقالت خلال عهد روبرت مولودين قائلة إنها لا تستطيع العمل في ظل حكومة تؤثر سياساتها سلباً على التنوع البيولوجي والمناظر الطبيعية الريفية في نيوزيلندا.  أقامت ممارسة في جيرالدين لتقديم المشورة لملاك الأراضي الريفيين حول الإدارة المستدامة وهي مديرة شركة لوكاس أسوشيتس المحدودة، التي تتخذ من كرايستشيرش مقرا لها. وعلى مدى عقود كانت مشاريعها ومنشوراتها تُطَرِك وتحسين التصميم الحضري والزراعات المحلية وإصلاح الممرات المائية وقانون إدارة الموارد، والتخطيط للغابات والإدارة القطرية العالية. 
وتشمل أدوارها المهنية والتطوعية العديدة الوقت مع صندوق التراث الطبيعي، وإدارة الحفظ، وهيئة الحفظ في نيوزيلندا، ومجلس البيئة في نيوزيلندا(صندوق يساعد مالكي الأراضي الماورية في حماية النظم الإيكولوجية الأصلية)، ومعهد نيوزيلندا مهندسي المناظر الطبيعية والمزارعين الاتحاديين، ورابطة الغابات الزراعية في نيوزيلندا، وفريق التصميم الحضري التابع لمجلس مدينة كرايستشيرش. كما عملت كرئيسة لـ NZILA، مفوضة في جلسات الاستماع في هيئة الأراضي المغربية، وقاضية لجوائز التراث في كانتربري.
من عام 1995 إلى عام 1997، قامت ببحث عن أنواع النباتات المحلية المناسبة البستانيين المنزليين للنمو في حيهم. وإلى جانب لجنة جدول أعمال كرايستشيرش - أوتوا ياهي 21، نشرت أبحاثها في مجموعة من أربعة كتيبات عن عدة مجالات مختلفة، بعنوان النظم الإيكولوجية الأصلية في أوتاتاهي كرايست تشيرش. تتضمن الكتيبات خريطة شارع كرايستشيرش مضاف على خريطة من النظم الإيكولوجية في سهول كانتربري وأنواع التربة. وتتراوح النظم الإيكولوجية بين الأراضي الرطبة القديمة والغابات، مرورا بأراضي عشبة توسك الأصغر سنا. وبالإضافة إلى ذلك، توفر الكتيبات دليلاً للحضانات والجمهور بشأن الأشجار والشجيرات والمتسلقين والأغطية الأرضية الأصلية التي تنتمي بشكل طبيعي إلى مناطق مختلفة.
في وقت الزلازل كرايستشيرش، وحذرت من أن الجداول القديمة لديها «ذكريات». وأظهرت خريطة للمدينة وضعت في عام 1850 عددا من الممرات المائية القديمة التي كانت منذ ذلك الحين مليئة بالحصى وبنيت على. العديد من المباني المتضررة من الزلزال سيئة كانت تقع على رأس هذه الجداول القديمة.

## الأوسمة والجوائز
- نيوزيلندا حق الاقتراع ميدالية الذكرى المئوية 1993
- نيوزيلندا 1990 ميدالية إحياء الذكرى
- جائزة NZILA تشارلي تشالنجر، 1996 و 2000 (فريق لوكاس أسوشيتس)
- NZILA تخطيط المناظر الطبيعية جائزة ذهبية، 1998 و 2008 (لوكاس أسوشيتس فريق)
- تحدي التصميم لمدة 48 ساعة، 2011 (كجزء من عضو الفريق الحائز على أعلى جائزة)
- جائزة ريسين مجموع الألوان مدى الحياة، 2012 لقائمة الألوان المتعاطفة لها لطلاء المباني التراثية
- جائزة جون تايلور للقيادة في البستنة، 2017
- مسؤول عن وسام الاستحقاق النيوزيلندي في العام الجديد 2019، للخدمات للحفاظ على البيئة.[13]

## المنشورات
- مشاهد القصة: تجديد التلال شبه الجزيرة الميناء والبنوك، 2010 (مساهم)
- النظم الإيكولوجية الأصلية في أو توتا هي كرايستشيرش
  - مجموعة 1 السهول من ريكرتون-ويغرام وسبيريدون هيثكوت، 1995
  - مجموعة 2 السهول الساحلية من هاغلي فيراميد وبورغود بيغاسوس، 1996
  - مجموعة 3 سهول شيرلي بابني وفي دالتون وايميلي 1996
  - مجموعة 4 بورت هيلز من مدينة كرايستشيرش، 1997
- خطة ميرفال: وضعت من خلال حلقة عمل للتخطيط المجتمعي، 1996
- شكل كرايستشيرش ضمن إطار 4 أفنيوز: خطة وضعت من خلال مدينة متشاريت الداخلية, 1995
- وود لوتز في المناظر الطبيعية، 1987
- المبادئ التوجيهية للمناظر الطبيعية في المناطق الريفية الجنوبية كانتربري، 1981